# Hartau (Zittau)
Hartau este o localitate situată la sud-est de orașul Zittau, de care aparține.

## Date geografice
Localitatea se află la poalele munților Zittau, în apropiere de Dreiländereck, pe cursul râului Neisse la o înălțime ce variază între altitudinea de 240 - 283 m deasupra n.m.. Localitatea vecină este Hrádek nad Nisou (Grottau) din Republica Cehă. Hartau este compusă din Alt-Hartau (Hartau-Vechi), situat pe Neisse, și Neu-Hartau (Hartau-Nou), care se întinde mai departe spre sud-vest. În localitate se poate ajunge pe șoseaua 132 cu care se află în paralel un drum amenajat pentru cicliști.